# Ritmo a todo color
 Ritmo a todo color  es una película de Argentina filmada en Eastmancolor dirigida por Máximo Berrondo sobre el guion de Víctor Proncet que se estrenó el 11 de septiembre de 1980 y que tuvo como actores principales a Alfredo Barbieri,  Antonio Grimau, Jorge Barreiro y Silvia Arazi.
Las palabras “a todo color” incluidas en el título corresponden a Argentina Televisora Color (ATC), antiguo nombre del Canal 7 de Buenos Aires, Argentina en el que se hizo toda la filmación.

## Sinopsis
Dos detectives son contratados para encontrar un disco de oro robado en un canal de televisión.

## Reparto
Intervinieron en el filme los siguientes intérpretes:
- Alfredo Barbieri
- Antonio Grimau
- Jorge Barreiro
- Silvia Arazi
- Carlos Rotundo
- Pedro Marín
- Mari Trini
- Alberto Cortez
- Los Bárbaros
- Trocha Angosta
- Manuela Bravo
- Juan Marcelo
- José Luis Perales
- Laura Miranda
- Silvestre ... Él mismo
- Cristina Scaro ... Secretaria
- Jorge Varas
- Los Parchís
  - Constantino Fernández Fernández
  - Yolanda Ventura Román
  - Gemma Prat Termens
  - David Muñoz Forcada
  - Óscar Ferrer Cañadas
- Aldo Pastur ... Ladrón del disco
- Mario Fortuna (h) ... Aristóbulo Rey "Toto" (chef)
- Roberto Carnaghi ... Harveys

## Comentarios
Raúl Álvarez Pontiroli en Convicción escribió:

«Aquí se aglomeran, amontonan o rejuntan una serie de cantantes melódicos-populares-internacionales, se les mecha un argumento sin ton ni son, se les añade un grupo de actores de supuesto carisma y se resuelve todo por un director ignoto.»

La Opinión dijo:

«El disco filmado, nueva meta del cine argentino.»

La Nación opinó:

«Desfile de cantantes en un film local.»